# 바이오플러스
바이오플러스(BioPlus Co. Ltd.)는 대한민국의 생체재료 기업이다. 본사는 대전광역시 유성구 계룡로16번길 37-8에 위치해 있으며 대표이사는 정현규이다.

## 역사
2022년 1주당 3주를 배정하는 무상증자를 하였다.

## 상장
2021년 9월 27일에 주관사를 키움증권으로 공모가 31,500원에 코스닥 시장에 상장하였다.

## 참고문헌
1. ↑  [이슈 코스닥 입성 2년 바이오플러스, "올해 매출 800억 달성·中 하이난 공장 완공 목표", Pax Economy TV, 2023.10.06]
2. ↑  K-BIO 위상 확인한 '바이오플러스'…세계 무대 일보전진, 메디컬타임즈, 2023-07-15
3. ↑  '바이오플러스 인터펙스코리아 2023' 성료, 메디포뉴스, 2023-07-20
4. ↑  권혁진, 바이오플러스, 주당 3주 무상증자 결정…주주친화 경영 강화, 약업신문, 2022-11-11